# Glucal
El glucal es el glical formado a partir de glucosa, siendo así un tipo de monosacárido. Es un intermediario químico en la síntesis de varios oligosacáridos.
El glucal y sus derivados pueden ser convertidos en otros azúcares químicamente útiles mediante una reacción de transposición.